# Hoffmann Mineral GmbH
 (mai 2021).
La mise en forme du texte ne suit pas les recommandations de Wikipédia : il faut le « wikifier ».
Les points d'amélioration suivants sont les cas les plus fréquents :
- Les titres sont pré-formatés par le logiciel. Ils ne sont ni en capitales, ni en gras.
- Le texte ne doit pas être écrit en capitales (les noms de famille non plus), ni en gras, ni en italique, ni en « petit »…
- Le gras n'est utilisé que pour surligner le titre de l'article dans l'introduction, une seule fois.
- L'italique est rarement utilisé : mots en langue étrangère, titres d'œuvres, noms de bateaux, etc.
- Les citations ne sont pas en italique mais en corps de texte normal. Elles sont entourées par des guillemets français : « et ».
- Les listes à puces sont à éviter, des paragraphes rédigés étant largement préférés. Les tableaux sont à réserver à la présentation de données structurées (résultats, etc.).
- Les appels de note de bas de page (petits chiffres en exposant, introduits par l'outil «  Source ») sont à placer entre la fin de phrase et le point final[comme ça].
- Les liens internes (vers d'autres articles de Wikipédia) sont à choisir avec parcimonie. Créez des liens vers des articles approfondissant le sujet. Les termes génériques sans rapport avec le sujet sont à éviter, ainsi que les répétitions de liens vers un même terme.
- Les liens externes sont à placer uniquement dans une section « Liens externes », à la fin de l'article. Ces liens sont à choisir avec parcimonie suivant les règles définies. Si un lien sert de source à l'article, son insertion dans le texte est à faire par les notes de bas de page.
- La présentation des références doit suivre les conventions bibliographiques. Il est recommandé d'utiliser les modèles {{Ouvrage}}, {{Chapitre}}, {{Article}}, {{Lien web}} et/ou {{Bibliographie}}. Le mode d'édition visuel peut mettre en forme automatiquement les références.
- Insérer une infobox (cadre d'informations à droite) n'est pas obligatoire pour parachever la mise en page.

Pour une aide détaillée, merci de consulter Aide:Wikification.
Si vous pensez que ces points ont été résolus, vous pouvez retirer ce bandeau et améliorer la mise en forme d'un autre article.
Hoffmann Mineral GmbH est une entreprise minière de taille moyenne, installée à  Neubourg sur le Danube. C'est la seule entreprise qui exploite la Terre siliceuse de Neuburg et qui s'occupe également du marketing et des ventes au niveau mondial. L'entreprise a été fondée en 1903 et compte environ 150 employés.

## La société
Hoffmann Mineral fait partie du groupe Hoffmann. Il s'agit d'une fusion d'entreprises individuelles et indépendantes qui sont réunies sous le conseil de direction, le conseil consultatif et les actionnaires du groupe. Le directeur général et propriétaire du groupe est Monsieur Manfred Hoffmann. Sonax GmbH est une autre société appartenant au groupe Hoffmann.

## Historique
Hoffmann Mineral a été fondée en 1903 par Franz Hoffmann.  Son activité consistait à laver avec un processus à la vapeur la terre siliceuse du Neubourg. À l'époque, les principaux domaines d'applications de la terre siliceuse étaient le polissage et les produits d'entretien ménager. En 1950, l'entreprise est devenue Sonax GmbH. En 1971, Hoffmann Mineral a repris la division de la terre siliceuse du concurrent Globus-Werke et depuis, elle est le seul producteur de terre siliceuse de Neubourg. La dernière mine souterraine a été fermée en 1979, et depuis lors, la terre siliceuse est uniquement extraite par des mines à ciel ouvert. En 1991, Manfred Hoffmann junior a repris l'entreprise et est la quatrième génération à diriger la société familiale.

## Produits

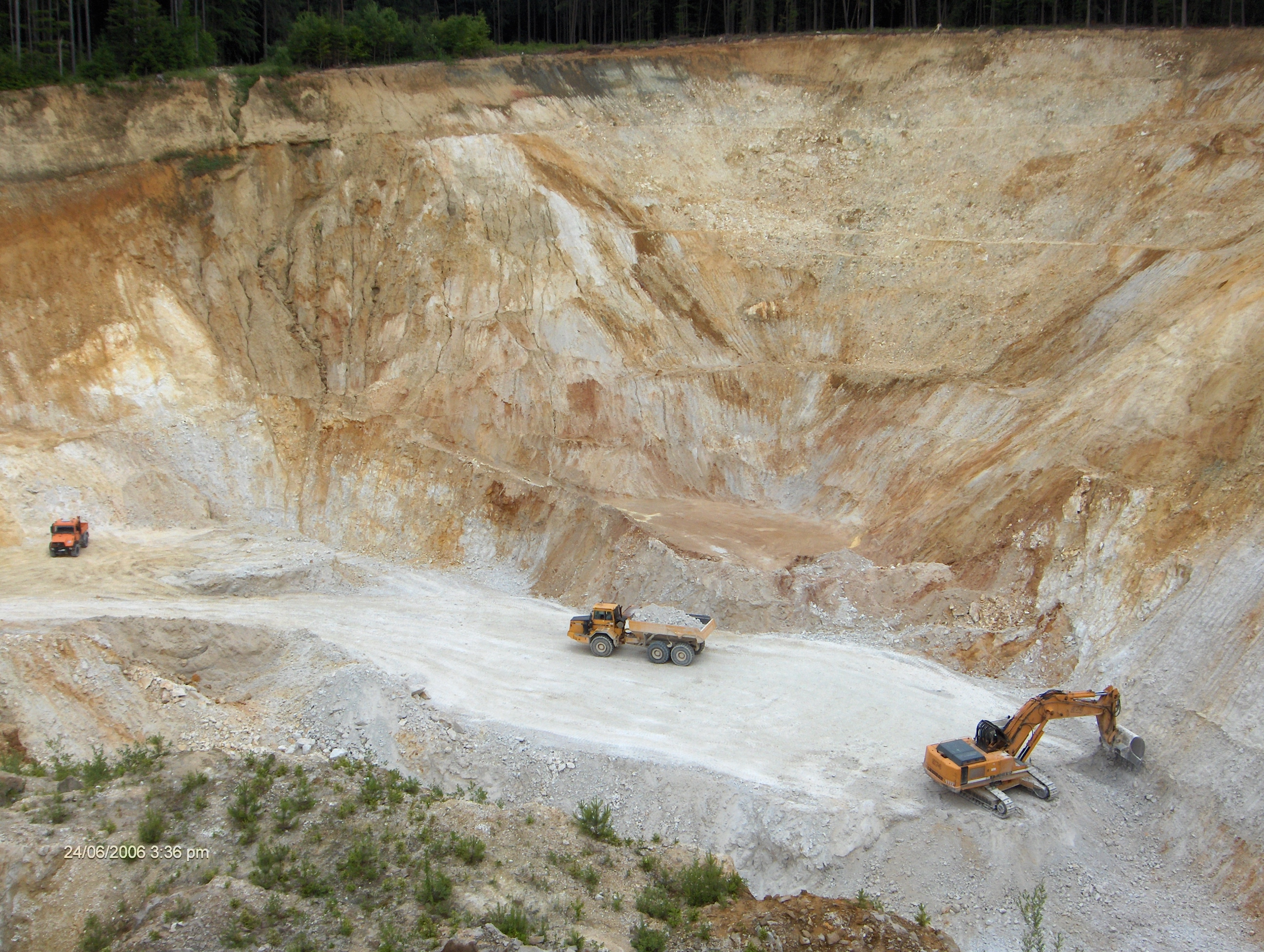

Hoffmann Mineral est la seule entreprise existante à exploiter la terre siliceuse du Neubourg. Chaque année, Hoffmann Mineral vend environ 55000 tonnes de minerai purifié. Pour y parvenir, il faut extraire environ 150000 tonnes de terre siliceuse brute. La terre siliceuse du Neubourg est principalement utilisée comme charge dans les élastomères, les thermoplastiques, les Vernis et les laques ainsi que comme agent de polissage. Les principaux domaines d'application sont construction automobile, la technologiste médical ainsi que l'industrie du bâtiment.

## Ventes
Hoffmann Mineral distribue ses produits par l'intermédiaire de partenaires commerciaux dans plus de 100 pays. Outre le marché principal en Allemagne, où environ la moitié de la production de terre siliceuse est vendue, l'Asie et l'Amérique du Nord sont des marchés très importants.